# زیردریایی کلاس والراس
سابمارین کلاس والراس (به انگلیسی: Walrus-class submarine) یک کلاس از زیردریایی است که طول آن 67.73 m می‌باشد.